# Contraires
Contraires es el segundo álbum de estudio de la banda de nu metal francesa MyPollux, producido por Guillaume André y Mypollux, masterizado por Jean-Pierre Bouquet en el estudio L'autre y lanzado el 23 de octubre de 2006 por el sello discográfico Up Music/WM France.

## Lista de canciones
| N.º | Título                                             | Duración |  |
| 1.  | «Ego»                                              | 0:34     |  |
| 2.  | «Chrysalide»                                       | 4:01     |  |
| 3.  | «Qui Dort Dîne»                                    | 5:15     |  |
| 4.  | «Jeu»                                              | 4:10     |  |
| 5.  | «Ubiquité»                                         | 3:27     |  |
| 6.  | «Paraffine»                                        | 3:32     |  |
| 7.  | «Coffre à Souhaits» (con Joe Duplantier de Gojira) | 3:43     |  |
| 8.  | «Lettre à ma Bulle»                                | 3:58     |  |
| 9.  | «Contrego»                                         | 3:43     |  |
| 10. | «Par Défaut»                                       | 4:49     |  |
| 11. | «L'or et le Coton»                                 | 4:13     |  |
| 12. | «Notre Nouveau Monde»                              | 4:35     |  |
| 13. | «Mon lit à Baldaquins»                             | 4:58     |  |

## Personal
- Lussi – voz
- Yann Klimezyk – guitarra, percusión
- Florent Perreton – bajo
- Thomas Copier – batería[2]